# 罕石鯛
罕石鯛（學名：Oplegnathus insignis）為輻鰭魚綱鱸形目鱸亞目石鯛科的其中一種，分布於東太平洋秘魯派塔至智利安托法加斯塔海域，包括加拉巴哥群島，深度3-30公尺，本魚體側扁而高，口小，上下頷齒成鸚鵡嘴狀，幼魚時，體淡褐色，並具有數條深色寬橫紋；老成魚時，體色為鐵青色並具有蟲紋密布，口為白色，體長可達66公分，棲息在礁石區，屬雜食性，以無脊椎動物及藻類為食，生活習性不明。